# Proces s
Procesul s este format dintr-o mulțime de procese astrofizice care conduc la nucleosinteza a circa jumătate din elementele chimice cu număr atomic superior celui al fierului, cealaltă jumătate fiind produsă de procesul p și  procesul r. Litera s semnifică faptul că este vorba de o captură neutronică lentă (slow în engleză). Procesul s se desfășoară în mod tipic în stelele din ramura asimptotică a gigantelor implicând temperaturi și fluxuri de neutroni considerabil mai mici decât cele necesare procesului r, care se desfășoară în timpul fuziunilor stelelor neutronice și în supernove de tip II.